# Vireolanius
Genre
Vireolanius est un genre de passereaux de la famille des Vireonidae. Il regroupe quatre espèces de smaragdans.

## Répartition
Ce genre se trouve à l'état naturel en Amérique centrale, et dans le Nord de l'Amérique du Sud,,.

## Liste alphabétique des espèces
Selon la classification de référence du Congrès ornithologique international (version 8.2, 2018) :
- Vireolanius eximius Baird, SF, 1866 — Smaragdan à sourcils jaunes, Viréo à sourcils jaunes, Viréolane à sourcils jaunes
- Vireolanius leucotis (Swainson, 1838) — Smaragdan oreillard, Viréo à tête ardoisée, Viréolane oreillard
  - Vireolanius leucotis bolivianus von Berlepsch, 1901
  - Vireolanius leucotis leucotis (Swainson, 1838)
  - Vireolanius leucotis mikettae Hartert, 1900
  - Vireolanius leucotis simplex von Berlepsch, 1912
- Vireolanius melitophrys Bonaparte, 1850 — Smaragdan ceinturé, Viréo à collier marron, Viréolane ceinturé
  - Vireolanius melitophrys crossini Phillips, AR, 1991
  - Vireolanius melitophrys melitophrys Bonaparte, 1850
  - Vireolanius melitophrys quercinus Griscom, 1935
- Vireolanius pulchellus Sclater, PL & Salvin, 1859 — Smaragdan émeraude, Viréo à front bleu, Viréolane émeraude
  - Vireolanius pulchellus pulchellus Sclater, PL & Salvin, 1859
  - Vireolanius pulchellus ramosi Phillips, AR, 1991
  - Vireolanius pulchellus verticalis Ridgway, 1885
  - Vireolanius pulchellus viridiceps Ridgway, 1903